# یوری کوزنتسوف (بازیکن فوتبال، زاده ۱۹۳۱)
یوری کوزنتسوف (روسی: Юрий Константинович Кузнецов؛ ۲ اوت ۱۹۳۱ – ۴ مارس ۲۰۱۶) بازیکن فوتبال اهل اتحاد جماهیر شوروی سوسیالیستی بود.
از فیلم‌ها یا برنامه‌های تلویزیونی که وی در آن نقش داشته‌است می‌توان به برادر اشاره کرد.
از باشگاه‌هایی که در آن بازی کرده‌است می‌توان به باشگاه ورزشی گواردیا ورشو، باشگاه فوتبال نفتچی باکو، و باشگاه فوتبال دینامو مسکو اشاره کرد.
وی همچنین در تیم ملی فوتبال شوروی بازی کرده‌است.